# Patrik Berend
Patrik Berend (* 1970 in Würselen) ist ein deutscher Professor für Betriebswirtschaftslehre, Unternehmensberater und Romanautor.

## Leben und Wirken
Berend besuchte das Gymnasium am Turmhof in Mechernich. Anschließend studierte er Volkswirtschaftslehre an der Universität Bonn. 2002 wurde er an der Otto-Beisheim-School of Management in Vallendar (WHU Koblenz) von Horst Albach promoviert. Nach einer leitenden Tätigkeit in der Verlagsbranche und der Gründung einer Unternehmensberatung wurde er 2011 zum Professor für Betriebswirtschaftslehre an der Rheinischen Hochschule Köln berufen. Dort leitet er den Studiengang Wirtschaftsingenieurwesen. Seine Fachgebiete sind: Allgemeine Betriebswirtschaftslehre, Unternehmensstrategie und Internationales Management. Berend ist Mitglied in der Erich-Gutenberg-Arbeitsgemeinschaft Köln e. V. und im bdvb Bundesverband Deutscher Volks- und Betriebswirte e.V. Er ist Autor des 2021 erschienenen Romans „Oliver Rotdorn“, in dem das Leben eines David-Bowie-Fans im Mittelpunkt steht, und lebt in Mechernich.

## Publikationen (Auszug)
- Interne und externe Markenerweiterungen – Eine Analyse nachfrageseitiger Komplementaritäten, Gabler, Dissertation, Wiesbaden 2002. ISBN 978-3-663-08064-0
- Effektive Koordination, mit Gari Walkowitz, in: Harvard Business Manager, August 2007.
- Parenting Advantage im Portfolio, in: ManagementKompass, F.A.Z.-Institut und Steria Mummert Consulting, Dezember 2011.
- Voll auf OPC UA setzen? Kosten und Nutzen abwägen, mit Uwe Tröltzsch; Marc Scherer; Stefan Helmut Leitner, in: A&D Vorsprung Automation, 1/2 2017, S. 18–19.
- Oliver Rotdorn, Roman, Free Pen Verlag, Bonn 2021. ISBN 978-3-945177-84-6

## Belege
1. ↑  Neue Professoren ernannt. rfh-koeln.de. Abgerufen am 30. Juni 2021.
2. ↑  Leonie Mayer: Alles über David Bowie - Die illustrierte Biografie. 1. Auflage. 27Amigos Verlag, München 2023, ISBN 978-3-7505-6229-5, S. 59.

| Personendaten    | Personendaten                        |
| ---------------- | ------------------------------------ |
| NAME             | Berend, Patrik                       |
| KURZBESCHREIBUNG | deutscher Ökonom und Hochschullehrer |
| GEBURTSDATUM     | 1970                                 |
| GEBURTSORT       | Würselen                             |